# Pollina

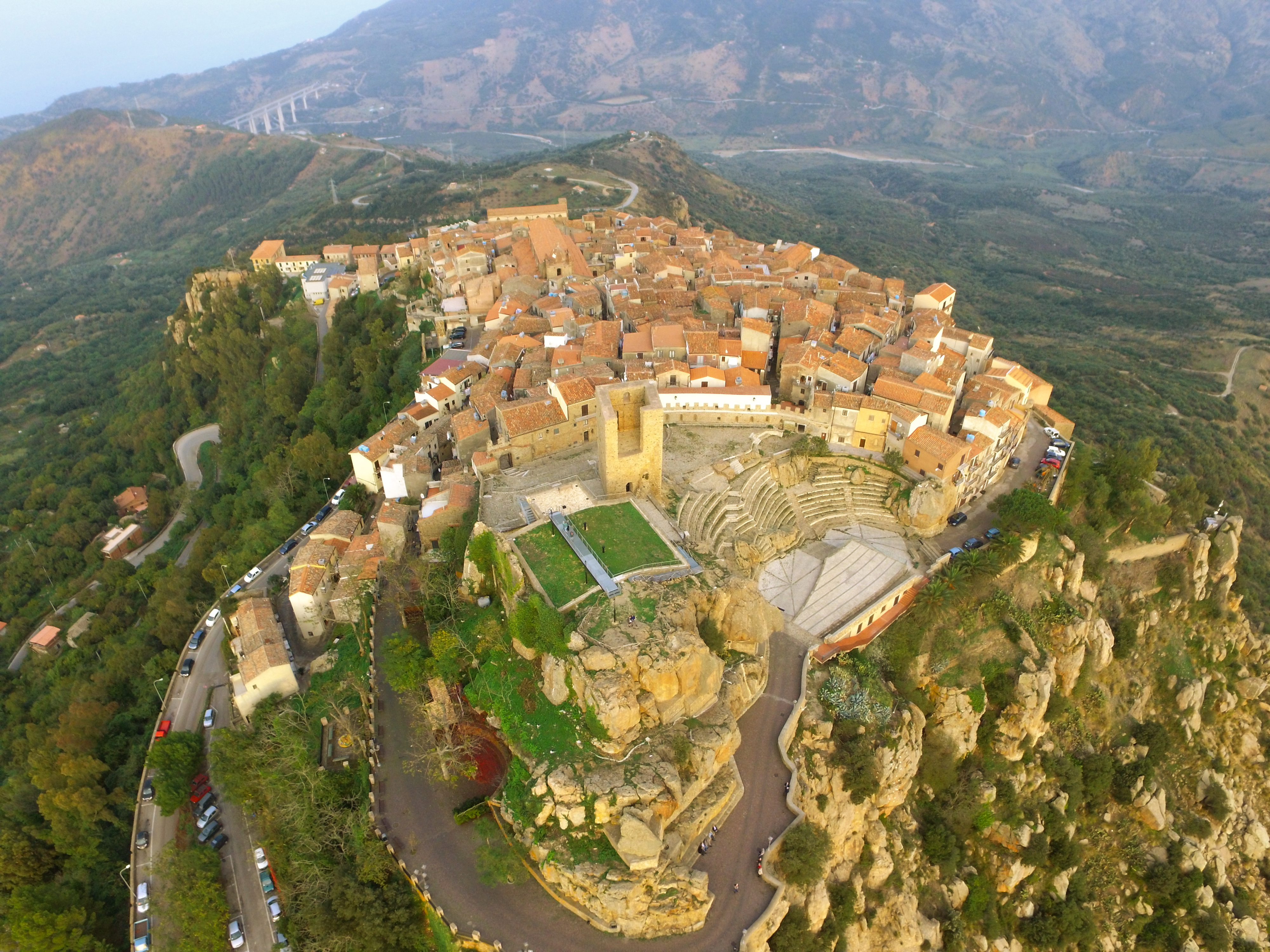

Pollina ist eine Stadt der Metropolitanstadt Palermo in der Region Sizilien in Italien mit 2829 Einwohnern (Stand 31. Dezember 2023).

## Lage und Daten

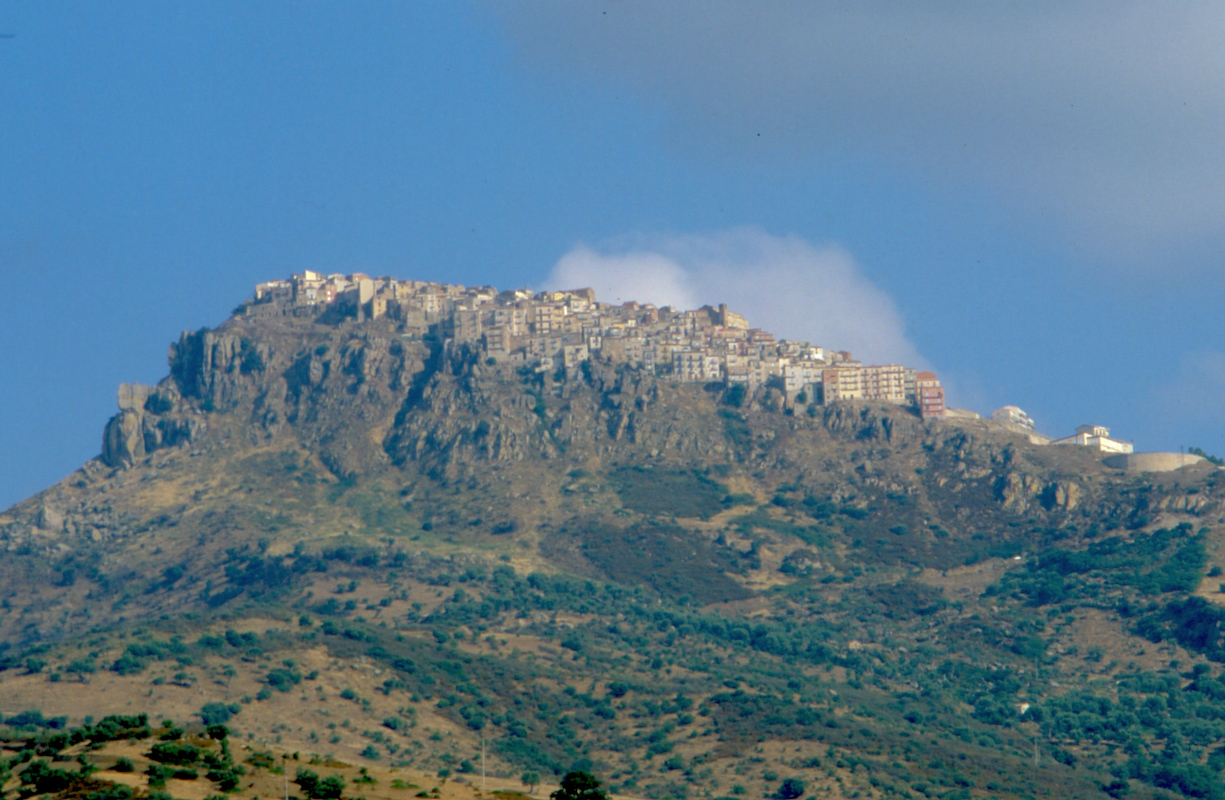
Blick auf Pollina

Pollina liegt 96 km östlich von Palermo auf einem 900 m hohen Felsen.
Die Einwohner arbeiten hauptsächlich in der Landwirtschaft und in der Industrie. Aus der Rinde von Manna-Eschen wird Manna geerntet, ein Rohstoff, der in der Pharmazie verwendet wird.
Die Nachbargemeinden sind Castelbuono, Cefalù und San Mauro Castelverde.

## Geschichte
Ab dem Jahr 1178 entwickelte sich die Stadt um ein Kastell.

## Personen
Der Ehrenbürger der Stadt heißt Francesco Musotto. Er richtete die Wasserversorgung der Stadt ein. Heute steht eine Gedenkstatue auf dem Pietrarosa, dem höchsten Punkt der Stadt. Zu Ehren des Schutzheiligen San Giuliano wird jedes Jahr am 2. Sonntag im Juli ein dreitägiges Fest gefeiert.

## Sehenswürdigkeiten
- Pfarrkirche aus dem 19. Jahrhundert
- Museum, das die Ernte von Manna dokumentiert
- Teatro Pietra Rosa: Freilichttheater nach Plänen des Architekten A. Foscari, am 30. Juni 1979 eröffnet